# Alichan Smajlov
Alichan Aschanuly Smajlov (kazašsky Әлихан Асханұлы Смайылов; * 18. prosince 1972 Almaty) je kazašský politik, od ledna 2022 do února 2024 předseda vlády Kazachstánu. V letech 2018–2020 působil jako ministr financí a mezi lety 2019 a 2022 zastával funkci prvního místopředsedy ve vládě Askara Mamina.

## Mládí a vzdělání
Narodil se 18. prosince 1972 v Alma-Atě (nyní Almaty). V roce 1994 absolvoval obor aplikovaná matematika na al-Fárábího kazašské národní univerzitě a poté v roce 1996 univerzitu KIMEP, kde získal magisterský titul v oboru veřejná správa.

## Politická kariéra

### Předseda vlády
Po vypuknutí násilných nepokojů v Kazachstánu v roce 2022 jmenoval prezident Kasym-Žomart Kemeluly Tokajev 5. ledna Smajlova úřadujícím předsedou vlády v reakci na rezignaci jeho předchůdce Askara Mamina. Dne 11. ledna 2022 jej dolní komora parlamentu Mažilis schválila novým premiérem, když pro jeho zvolení jednomyslně hlasovalo 89 poslanců.